# Deois transiens
Deois transiens är en insektsart som först beskrevs av Walker 1851.  Deois transiens ingår i släktet Deois och familjen spottstritar. Inga underarter finns listade i Catalogue of Life.